# Prey (album)
Prey – album szwedzkiej grupy muzycznej Tiamat, wydany został w 2003 roku nakładem wytwórni muzycznej Century Media Records. Płyta dotarła do 83. miejsca niemieckiej listy sprzedaży Media Control Charts. W ramach promocji do utworu "Cain" został zrealizowany teledysk, który wyreżyserował Patric Ullaeus. Nagrania zostały zarejestrowane latem 2003 roku w The Temple Of The Crescent Moon oraz w Modern Art Studios.

## Lista utworów
Opracowano na podstawie materiału źródłowego.
1. "Cain" (sł. Edlunf, muz. Edlund) - 5:25
2. "Ten Thousand Tentacles" (muz. Edlund) - 1:34
3. "Wings of Heaven" (sł. Edlunf, muz. Edlund) - 4:32
4. "Love in Chains" (sł. Edlunf, muz. Edlund) - 4:24
5. "Divided" (sł. Edlunf, muz. Edlund) - 5:18
6. "Carry Your Cross and I'll Carry Mine" (sł. Edlunf, muz. Edlund) - 4:37
7. "Triple Cross" (muz. Edlund) - 1:21
8. "Light in Extension" (sł. Edlunf, muz. Edlund) - 4:47
9. "Prey" (sł. Edlunf, muz. Edlund) - 3:31
10. "The Garden of Heathen" (muz. Edlund) - 1:25
11. "Clovenhoof" (sł. Edlunf, muz. Edlund) - 4:54
12. "Nihil" (sł. Edlunf, muz. Edlund) - 6:09
13. "The Pentagram" (sł. Crowley, muz. Edlund) - 7:20

## Wydania
| Rok  | Nr katalogowy | Format | Wytwórnia płytowa     | Region            | Źródło |
| ---- | ------------- | ------ | --------------------- | ----------------- | ------ |
| 2003 | 77480-8       | CD     | Century Media Records | Niemcy            | [ 7 ]  |
| 2003 | 77480-2       | CD     | Century Media Records | Europa            | [ 7 ]  |
| 2003 | 8180-2        | CD     | Century Media Records | Stany Zjednoczone | [ 7 ]  |
| 2003 | 77480-2       | CD     | Century Media Records | Europa            | [ 7 ]  |
| 2003 | 77480-1       | LP     | Century Media Records | Niemcy            | [ 7 ]  |